# Colima (staat)
Colima is een van de kleinere staten van Mexico. De staat ligt tussen Jalisco en Michoacán, en grenst aan de Grote Oceaan. Colima heeft een oppervlakte van 5.455 vierkante kilometer en 731.391 inwoners (2020).

## Geografie
Het grootste deel van de staat wordt ingenomen door de Sierra Madre. Colima heeft een kustlijn van 170 kilometer, waarvan 100 kilometer strand is. De Revillagigedo Archipel maakt ook deel uit van de staat Colima. De hoofdstad en tevens grootste stad van de staat is Colima. Een andere stad in Colima is de badplaats Manzanillo, een populaire bestemming voor diepzeevissers. In totaal zijn er tien gemeenten in Colima.
Colima heeft een warm en droog klimaat. De heetste maanden zijn juli en augustus. Tijdens het regenseizoen, dat loopt van juni tot oktober, wordt de bruine vegetatie groen. Tijdens het regenseizoen is er ook de grootste kans op hurricanes. Door de nabijheid van de Volcán de Colima is Colima een vruchtbaar gebied.

## Geschiedenis
Al in de 16e eeuw v.Chr. vestigden mensen zich in het gebied. De Precolumbiaanse culturen van Colima zijn bekend vanwege hun rijke graftombes, waarvan die van Capacha de bekendste zijn. Deze schachttombecultuur verdween rond 600, toen het maken van graftombes in onbruik raakte, en er er, net zoals elders in Meso-Amerika, ceremoniële platforms en piramides gebouwd werden.
De staat is genoemd naar Colimotl, een legendarische heerser uit de Precolumbiaanse tijd. Colimotl is Nahuatl en betekent "meester van de vulkaan". Hij wist in de Salpeteroorlog de opdringerige Tarasken te verslaan, en Colima de machtigste staat van de omgeving te maken. Colima werd in 1523 door de Spanjaarden veroverd. In 1810 werd het zonder verzet door opstandelingen voor onafhankelijkheid veroverd. Het werd in 1857 als staat van Mexico erkend.
Het gebied wordt regelmatig getroffen door aardbevingen. De meest recente was op 22 januari 2003. Het was een aardbeving van 7,6 op de schaal van Richter die tot in Mexico-Stad voelbaar was. Er vielen 27 doden en enkele honderden gewonden. Het epicentrum lag tien kilometer uit de kust.
Van 2009 tot 2015 was Mario Anguiano Moreno van de Institutioneel Revolutionaire Partij gouverneur van de staat. In 2021 werd Indira Vizcaíno Silva van Morena voor een termijn van zes jaar verkozen tot gouverneur.

## Gemeenten
Colima bestaat uit tien gemeenten, zie Lijst van gemeenten van Colima.